# Klaus Bös
Klaus Bös (* 5. April 1948) ist ein deutscher Sportwissenschaftler, der vor allem durch seine Arbeiten zur differenziellen Motorikforschung, motorischen Diagnostik, Fitnessforschung in der Lebensspanne sowie zum Gesundheitssport über die deutsche Sportwissenschaft hinaus bekannt geworden ist.

## Akademischer Werdegang
Klaus Bös studierte von 1969 bis 1974 die Fächer Sport, Mathematik und Psychologie an der Ruprecht-Karls-Universität Heidelberg. Im Jahr 1975 absolvierte er das 1. Staatsexamen in Mathematik und Sport mit einer Arbeit (gemeinsam mit U. Zoz) zum Thema „Zur Korrelation kognitiver und motorischer Leistungen bei Schülern verschiedener Schultypen“. Fünf Jahre später promovierte er an der Fakultät für Sozial- und Verhaltenswissenschaften der Ruprecht-Karls-Universität Heidelberg zum Doktor der Philosophie mit der Arbeit (gemeinsam mit H. Mechling) „Dimensionen der Motorik“ bei Hermann Rieder. Die Arbeit von Klaus Bös und Heinz Mechling wurde 1982 im Wettbewerb um die Carl Diem Plakette, dem Wissenschaftspreis des Deutschen Olympischen Sportbundes, mit dem 1. Platz ausgezeichnet. Im selben Jahr wurde Klaus Bös zum Studienrat und 1986 zum Oberstudienrat ernannt. Ferner reichte er 1986 seine Habilitation mit dem Thema „Sportspezifische Probleme bei der Erfassung motorischer Fähigkeiten“ an der Fakultät für Sozial- und Verhaltenswissenschaften der Ruprecht-Karls-Universität Heidelberg ein, wurde schließlich zum Privatdozenten ernannt und erhielt die venia legendi für das Fach Sportwissenschaft. Ein Jahr später wurde Klaus Bös auf die Professur (C3) für Sportwissenschaft mit dem Schwerpunkt Freizeit- und Gesundheitssport am Institut für Sportwissenschaften der Johann Wolfgang Goethe-Universität Frankfurt am Main berufen. Im Jahr 1995 erhielt er einen Ruf auf eine Professur für Sportwissenschaft (C4) an die Universität Regensburg als Leiter des Instituts für Sportwissenschaft. Er lehnte diesen Ruf ab und nahm im Jahr 1998 schließlich einen Ruf auf die Professur für Sport und Sportwissenschaft an der Universität Karlsruhe (TH) an, mit der gleichzeitig die Leitung des Instituts für Sport und Sportwissenschaft verbunden war. Im Jahr 1999 trat Klaus Bös seine Stellung als Institutsleiter in Karlsruhe an, übernahm im Jahr 2004 das Amt des Studiendekans und im Jahr 2008 das Amt des Dekans an der Fakultät für Geistes- und Sozialwissenschaften der Universität Karlsruhe (TH). Klaus Bös war bis September 2012 Leiter des Instituts für Sport und Sportwissenschaft und wurde im Jahr 2013 emeritiert. Seit 2013 ist er Distinguished Senior Fellow am Karlsruher Institut für Technologie (KIT).

## Wirken
Klaus Bös ist Mitbegründer der Kommission Gesundheit in der Deutschen Vereinigung für Sportwissenschaft und hat zahlreiche Impulse in der Entwicklung von motorischen Testverfahren in unterschiedlichen Handlungsfeldern (Gesundheitssport, Talent, Behindertensport, Schulsport etc.) gegeben. Zentrale Handbücher zu motorischen Tests, motorischer Entwicklung und zum Gesundheitssport dokumentieren seinen Einfluss auf die deutschsprachige Sportwissenschaft. International besonders intensive Beachtung gefunden haben seine Bücher zum Thema Walking, die in mehrere Sprachen übersetzt wurden sowie die Arbeiten über den Zusammenhang von motorischer Leistungsfähigkeit und Gesundheit.
Darüber hinaus war und ist Klaus Bös in zahlreichen Fachgesellschaften, Institutionen und Kommissionen aktiv:
- 1994–2019 Mitherausgeber der wissenschaftlichen Schriftenreihe des Karl Hofmann Verlages
- 1994–2019 Mitherausgeber der Reihe Sport des Karl Hofmann Verlages
- 2000–2018 Wissenschaftlicher Beirat im Deutschen Turner-Bund (DTB)
- 2005–2017 Wissenschaftlicher Beirat der Plattform „Bewegung und Ernährung“ (PEB)
- 2005–2012 Gründung und 1. Vorsitzender der Schulsportforschungszentrums (FoSS)
- 2005–2018 Mitglied des Wissenschaftlichen Beirates von Danone
- 2006–2012 Mitglied des Beraterkreises der Sozialministerin Baden-Württemberg
- 2006–2022 Juryvorsitzender des Kinder- und Jugendsportpreises von Lotto Baden-Württemberg
- 2008–2018 Mitglied des Kuratoriums der Deutschen Kinderturnstiftung
- 2010–2013 Gründungsmitglied und 1. Vorsitzender des KIT SC
- 2010–2013 Mitglied des wissenschaftlichen Beirates der HHP AG
- 2012–2018 Vorsitzender des fachlichen Beirates der Kinderturnstiftung Baden-Württemberg
- 2017–2018 Präsident der Rheuma-Liga Baden-Württemberg
- seit 2002 Erster Vorsitzender des Deutschen Walking Instituts e.V. (DWI)
- seit 2004 Mitglied des wissenschaftlichen Beirates der Apotheken Umschau
- seit 2006 Mitglied des Kuratoriums der Stiftung Rufzeichen Gesundheit
- seit 2012 Aufsichtsratsvorsitzender des Nationalen Instituts für  Wissenschaftskommunikation
- seit 2012 Mitglied des Kuratoriums im Schulsportforschungszentrum des KIT (FoSS)
- seit 2013 Ehrenvorsitzender des KIT SC

## Auszeichnungen
- Carl Diem Plakette 1982 (gemeinsam mit Heinz Mechling): Wissenschaftspreis des Deutschen Olympischen Sportbundes
- Träger der Goldenen Ehrennadel der Deutschen Vereinigung für Sportwissenschaft (2008)
- Deutscher Präventionspreis 2007 der Bertelsmann Stiftung des Bundesministeriums für Gesundheit und der Bundeszentrale für gesundheitliche Aufklärung (BZgA) für das Projekt „Gesundheit zum Mitmachen“ (gemeinsam mit Alexander Woll und Susanne Tittlbach)
- Förderpreis „Gesundheit“ 2004/2005 des Landesgesundheitsamtes Baden-Württemberg für das Projekt „Kindergesundheit in Karlsruhe“ in gemeinsamer Trägerschaft von Stadt und Universität Karlsruhe (gemeinsam mit Alexander Woll und Susanne Bappert)
- Deutscher Präventionspreis 2004 der Bertelsmann-Stiftung, des Bundesministeriums für Gesundheit und Soziale Sicherung und der Bundeszentrale für gesundheitliche Aufklärung für das Forschungsprojekt „Grundschulen mit sport- und bewegungserzieherischem Schwerpunkt“ (gemeinsam mit Alexander Woll).

## Publikationen
Klaus Bös hat mehr als 100 Fachbücher und über 650 Fachartikel publiziert und einen h-Index von 32 (Juni 2024). Im Folgenden sind einige ausgewählte Buchpublikationen aufgeführt:
- K. Bös, L. Schlenker, D. Büsch, T. Eberhardt, H. Müller, C. Niessner, S. Tittlbach, A. Woll: Deutscher Motorik-Test 6-18 (DMT 6-18). Czwalina, Hamburg 2023.
- A. Woll, L. Cleven, D. Jekauc, J. Krell-Roesch, K. Bös: A tool to assess fitness among adults in public health studies – Predictive validity of the FFB-Mot questionnaire. In: BMC Public Health. Band 23, 2023, S. 1340. doi:10.1186/s12889-023-16174-w
- K. Bös: Motorische Leistungsfähigkeit – Begriffsbestimmung und Messung. In: H. Schmitt (Hrsg.): Sportorthopädie und -traumatologie im Kindes- und Jugendalter. Sporttauglichkeitsprüfung und Sport bei Verletzungen und Erkrankungen. 2. Auflage. Springer, 2023, S. 73–82.
- K. Bös, J. Krell-Rösch: Fitness auf dem Prüfstand. Testen Sie Ihre sportliche Leistungsfähigkeit. Springer Verlag, 2022.
- T. Farin, K. Bös, G. Winkler: Apotheken Umschau. Fit in 12 Wochen. Das Ernährungs- und Sportprogramm für aktives und gesundes Leben. Wort & Bild Verlag, Konradshöhe 2022.
- C. Jeuter, K. Klemm, K. Bös: Ausgezeichnete Fitness. Ein kraft- und ausdauerorientiertes Gesundheitssportprogramm. Meyer & Meyer Verlag, Aachen 2022.
- K. Bös, L. Schlenker, T. Eberhardt, O. Abdelkarim, H. Mechling: International Physical Performance Test Profile 6-18 (revised). Feldhaus Czwalina, Hamburg 2021.
- K. Bös, C. Niessner, L. Schlenker, A. Woll: KOMET – Kompetenzzentrum motorische Tests. Hintergrund & Testbeschreibungen. Karlsruher Institut für Technologie, 2021.
- K. Bös, F. Hänsel, N. Schott: Empirische Untersuchungen in der Sportwissenschaft. 3. Auflage. Cwalina, Hamburg 2020.
- K. Bös, D. Hocker, U. Kraus, J. Singer, H. Mechling: BAT-R. Bilder-Angst-Test-Revision. Test zur Erfassung der Bewegungsangst bei 7-bis 11-Jährigen. Hogrefe, Göttingen 2019.
- K. Bös, A. Gunst, K. Klemm, R. Wittelsberger, M. Tiemann: Walking und Nordic Walking. Schritt für Schritt zu mehr Fitness und Gesundheit. Ein Kursprogramm in 8, 10 oder 12 Einheiten. Meyer & Meyer, Aachen 2019.
- K. Bös, I. Heeger, R. Wittelsberger, S. Sell, S. Wiemann: Hausaufgaben für Patienten mit Gelenkersatz. Übungen mit künstlichem Knie- oder Hüftgelenksersatz. Hofmann, Schorndorf 2018.
- K. Bös, W. Brehm, K. Klemm, M. Schreck, P. Pauly: European Fitness Badge. Handbook für Instructors. SP Medienservice, Frankfurt 2017.
- K. Bös (Hrsg.): Handbuch motorischer Tests. 3., kompl. überarb. Auflage. Hogrefe, Göttingen 2017.
- K. Bös, L. Schlenker, D. Büsch, L. Lämmle, H. Müller, J. Oberger, I. Seidel, S. Tittlbach, A. Woll: Deutscher Motorik Test 6-18. Czwalina Verlag, Hamburg 2016, ISBN 978-3-88020-643-4.
- K. Bös, W. Brehm, I. Pahmeier, M. Tiemann, U. Ungerer-Röhrich, P. Wagner: Psychosoziale Ressourcen – Stärkung von psychosozialen Ressourcen im Ftiness- und Gesundheitssport. 3., überarbeitete Auflage. Deutscher Turner-Bund, Frankfurt am Main 2014.
- K. Bös, L. Schlenker, D. Büsch, L. Lämmle, H. Müller, J. Oberger, I. Seidel, S. Tittlbach: Deutscher Motorik Test 6-18. Czwalina, Hamburg 2009.
- K. Bös, M. Pratschko: Das große Bewegungsbuch für Kinder. Campus, Frankfurt 2009.
- J. Bauer, K. Bös, A. Conzelmann, R. Singer (Hrsg.): Motorische Entwicklung – Ein Handbuch. 2., kompl. überarb. Auflage. Hofmann, Schorndorf 2009.
- K. Bös, W. Brehm (Hrsg.): Handbuch Gesundheitssport. 2., kompl. überarb. Auflage. Hofmann, Schorndorf 2006.
- K. Bös, P. Mommert-Jauch, E. Opper: Walking – you can do it. Meyer & Meyer, Aachen 2004.
- K. Bös: Wie fit sind Sie? – Fitness testen und trainieren. Copress, München 2004.
- K. Bös: Walking und sanftes Lauftraining. Gräfe und Unzer, München 2004.
- K. Bös, J. Saam: Tipps für Walking. Meyer & Meyer, Aachen 2001.
- K. Bös, H. Mechling: Dimensionen sportmotorischer Leistungen. Hofmann, Schorndorf 1983.